# Alejandro Sesmero
Alejandro Rodríguez-Sesmero González (parfois appelé Alejandro Sesmero), né à Gijón en 1843 et mort à Córdoba (Argentine) le 22 octobre 1913, est un architecte qui a travaillé en Galice (Espagne).

## Biographie
Il est le fils de Domingo Esteban Rodríguez Sesmero, un architecte né à Medina del Campo. Il étudie l'architecture à Valladolid, obtenant le titre de maître d'œuvre. Il collabore avec son père entre 1866 et 1869 en tant que dessinateur pour la Députation provinciale. Cette année-là, son père s'installe à Vigo (dans la province de Pontevedra), nommé architecte municipal dans cette ville. Alejandro Sesmero est architecte intérimaire entre mai 1875 et juillet 1876, date à laquelle il devient l'architecte municipal intérimaire de Pontevedra, après la démission de Justino Flórez Llamas. 
Dans cette ville, il projette l'expansion urbaine vers l'extérieur, après la démolition des remparts médiévaux. Il conçoit l'hôtel de ville, l'avenue Sainte- Marie, l'hôtel Mendoza, les parcs de l'Alameda et les jardins de Colomb du parc des Palmiers, le cimetière Saint-Maur, les réservoirs d'eau de Saint-Maur et les fontaines du centre ville, le Palais du Conseil Provincial de Pontevedra (avec son père), l'ancien marché municipal central (1886), l'office provincial de la défense (initialement conçu comme une école en 1892) et il a aussi rénové la chapelle de la Vierge du Chemin et réalisé la fontaine de la place du Quai en 1876. En 1880, lui a été accordé la Croix de l'Ordre Royal de Charles III. En 1887, une partie de la corporation locale a proposé sa désignation comme architecte municipal, mais l'idée n'est pas retenue car il n'a pas le titre officiel d'architecte. 
Il démissionne de son poste et demande la validation de son diplôme devant la Direction générale de l'instruction publique. Une fois qu'il l'a obtenu, il quitte sa femme, Pilar Rubio Romea, et sa famille (Adelaida, Ricardo, Enrique, María del Pilar, Alfonso et Margarita) et en janvier 1889, il part pour l'Argentine, où il est nommé professeur d'architecture et de dessin d'architecture à la faculté des sciences physiques et mathématiques de l'université nationale de Cordoba. Il enseigne également la conception de bâtiments publics et a été membre des jurys pour les concours publics.
Son père Domingo Sesmero a conçu l'église Notre-Dame des Placeres (1888).

## Galerie d'images

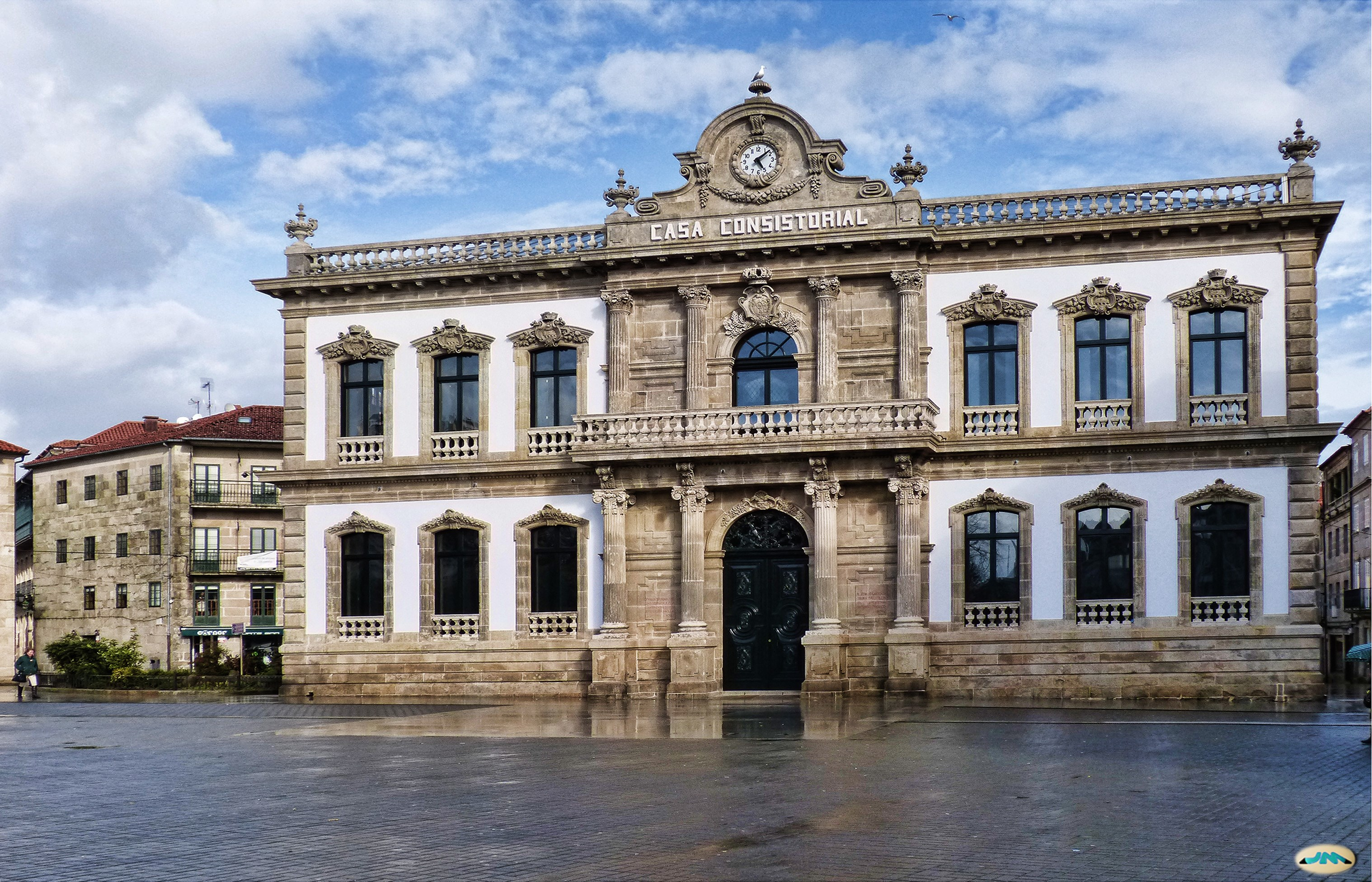
Hôtel de ville de Pontevedra.
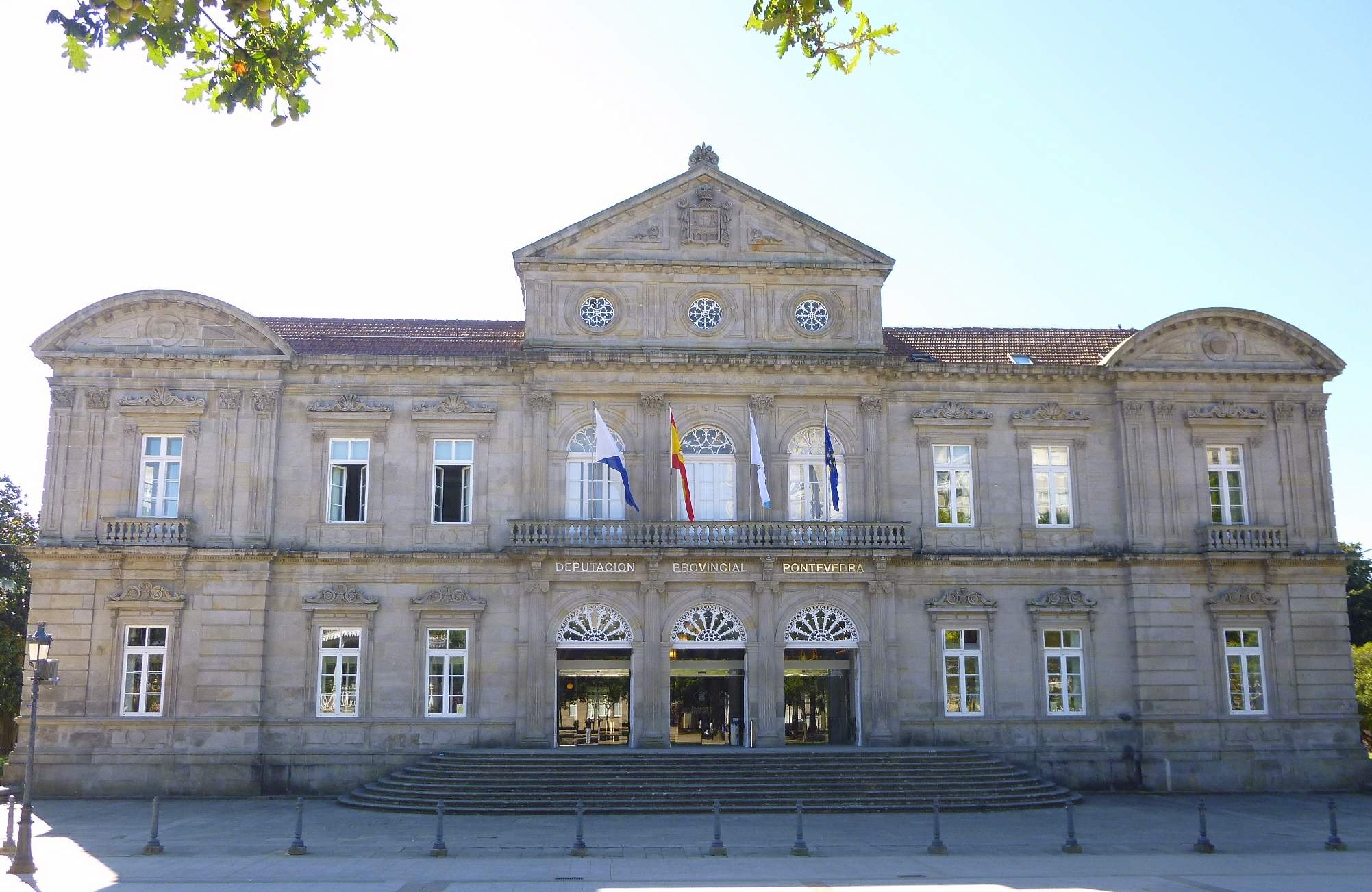
Palais du Conseil provincial de Pontevedra.
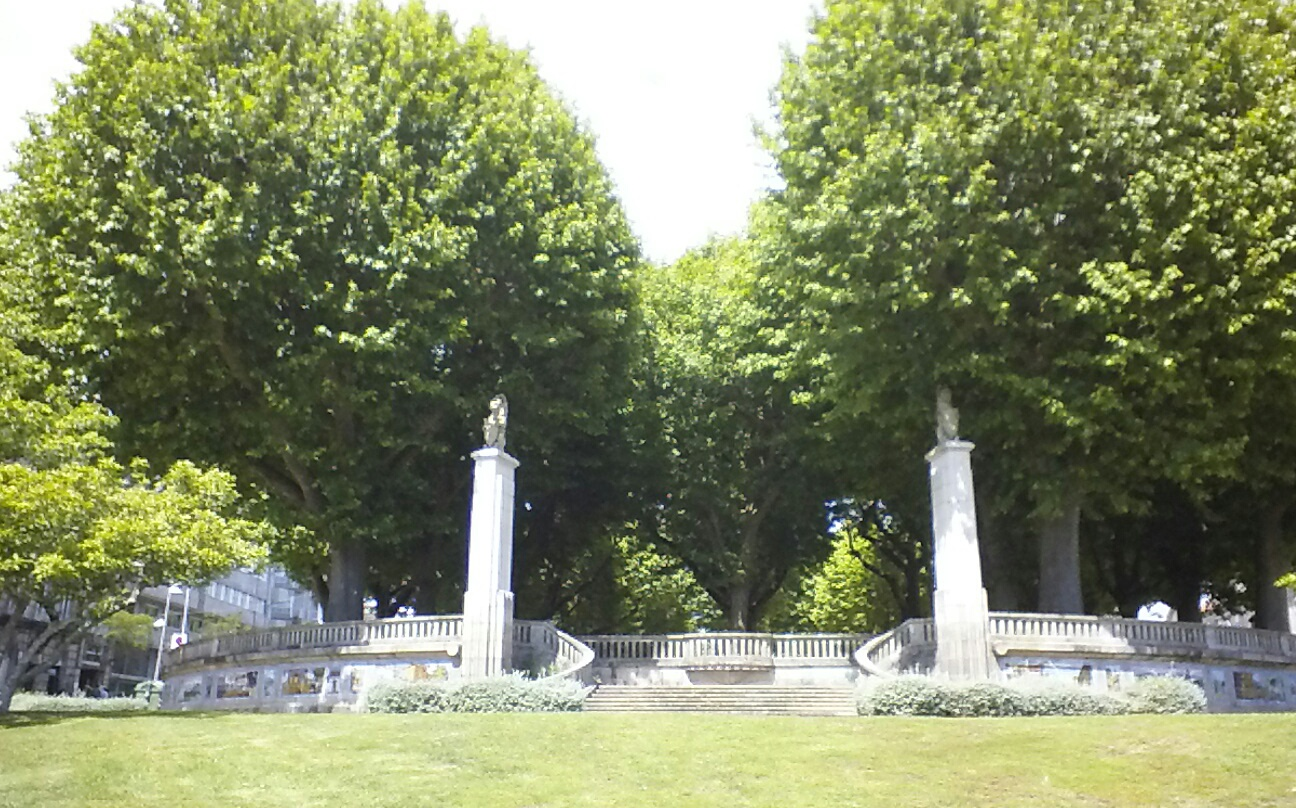
Parc de l'Alameda de Pontevedra.
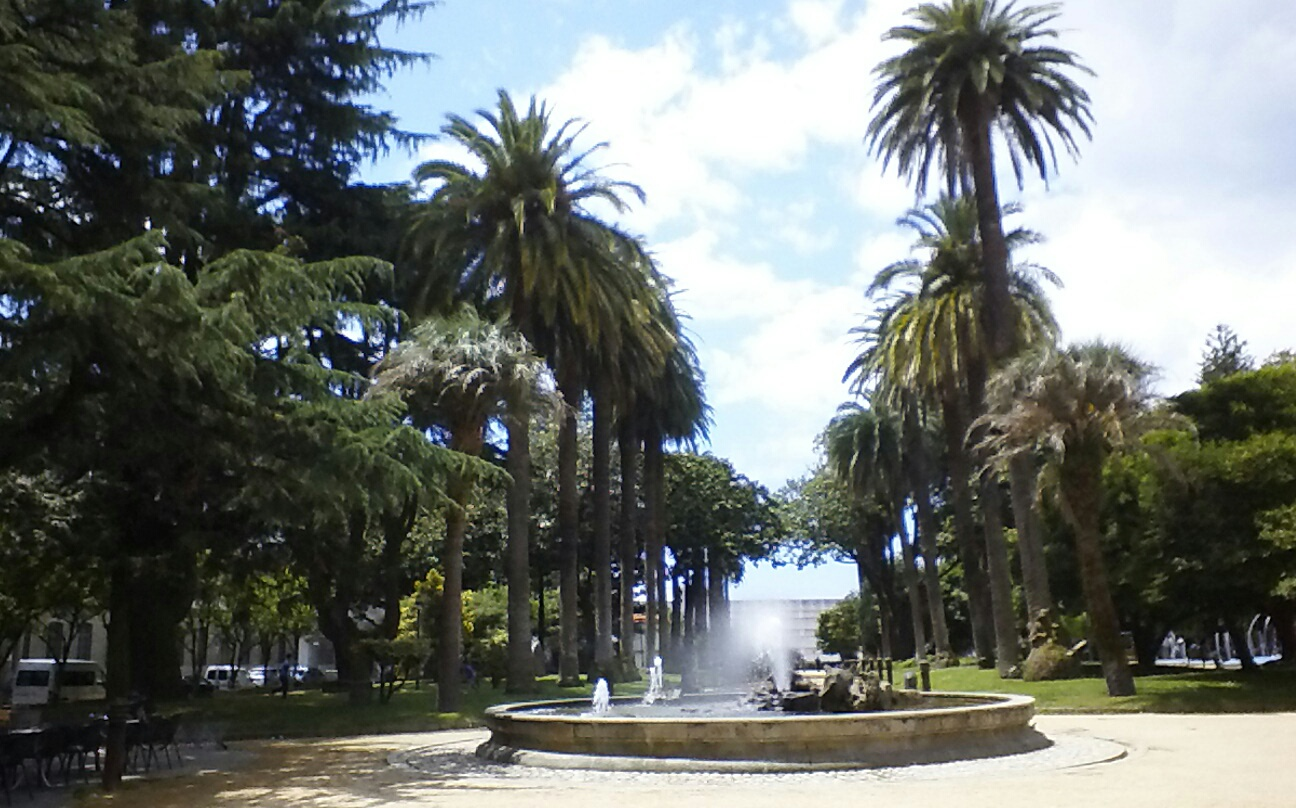
Parc des Palmiers (Pontevedra)
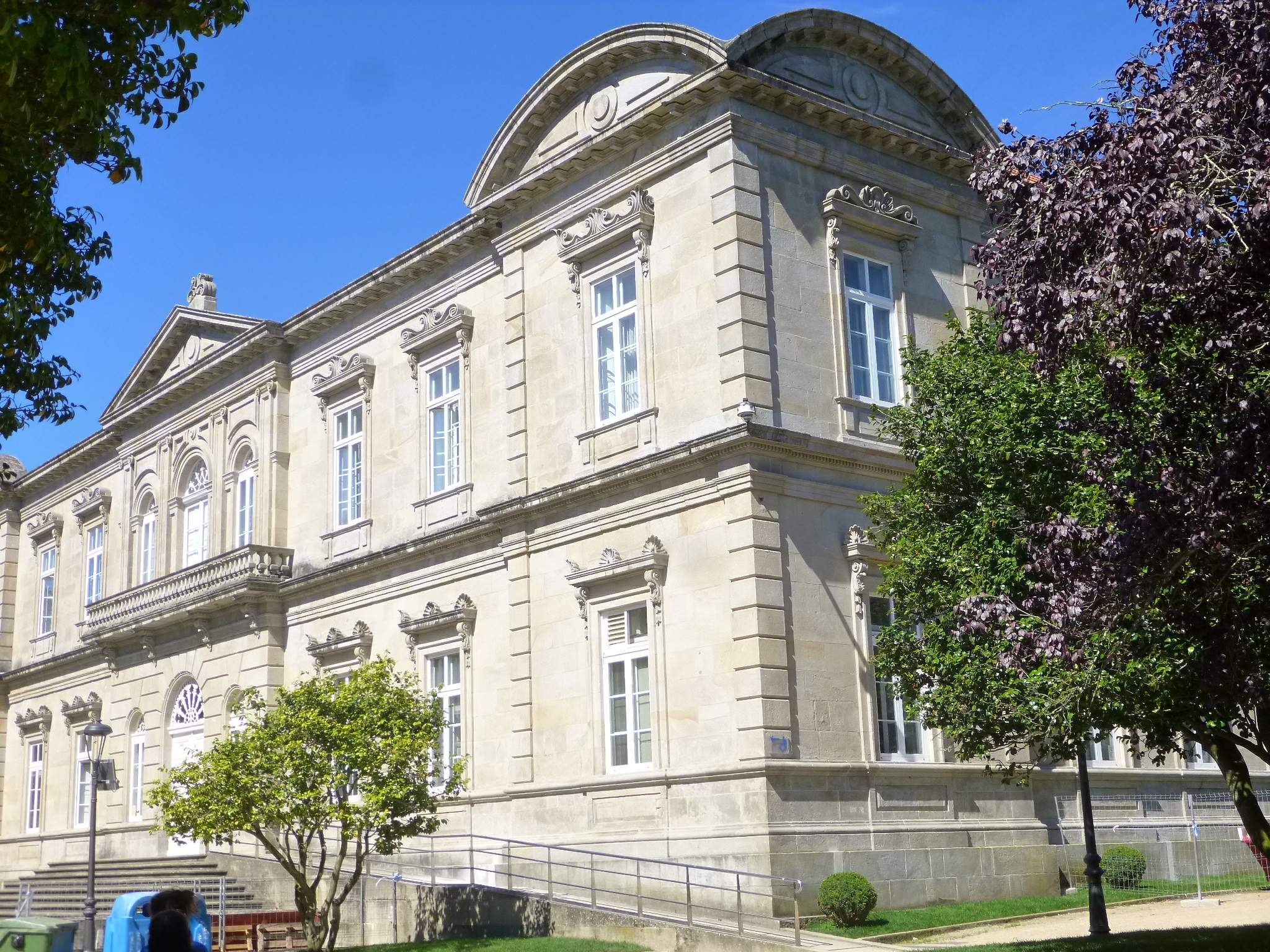
Palais de la Députation de Pontevedra
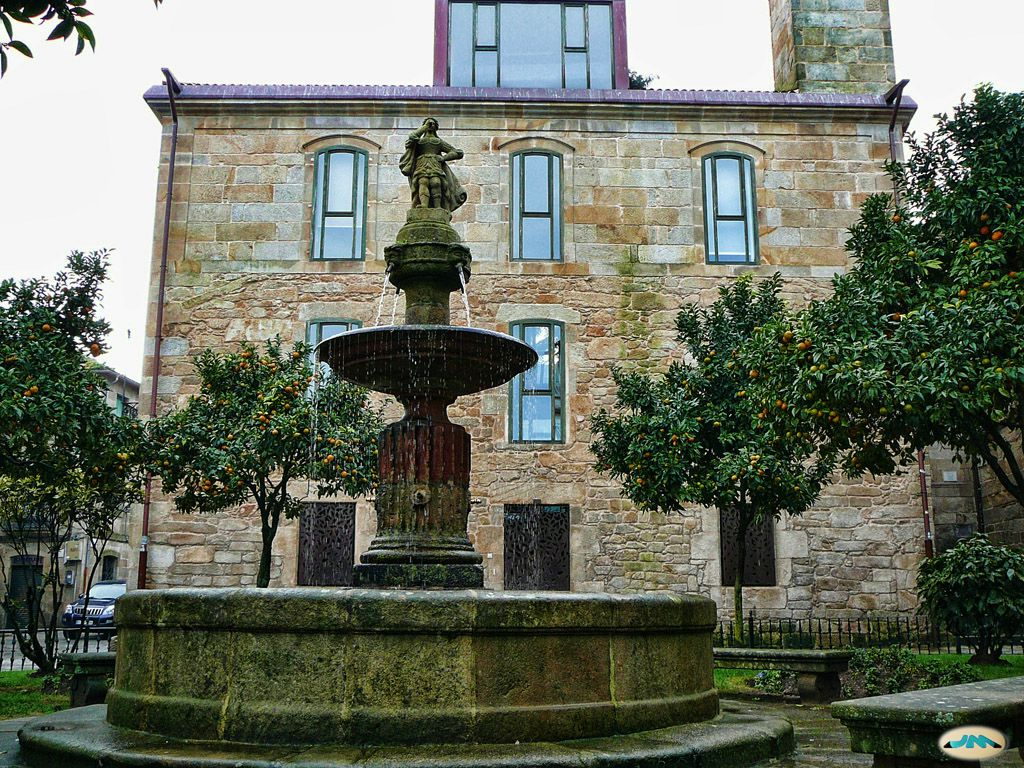
Fontaine de la place du Quai
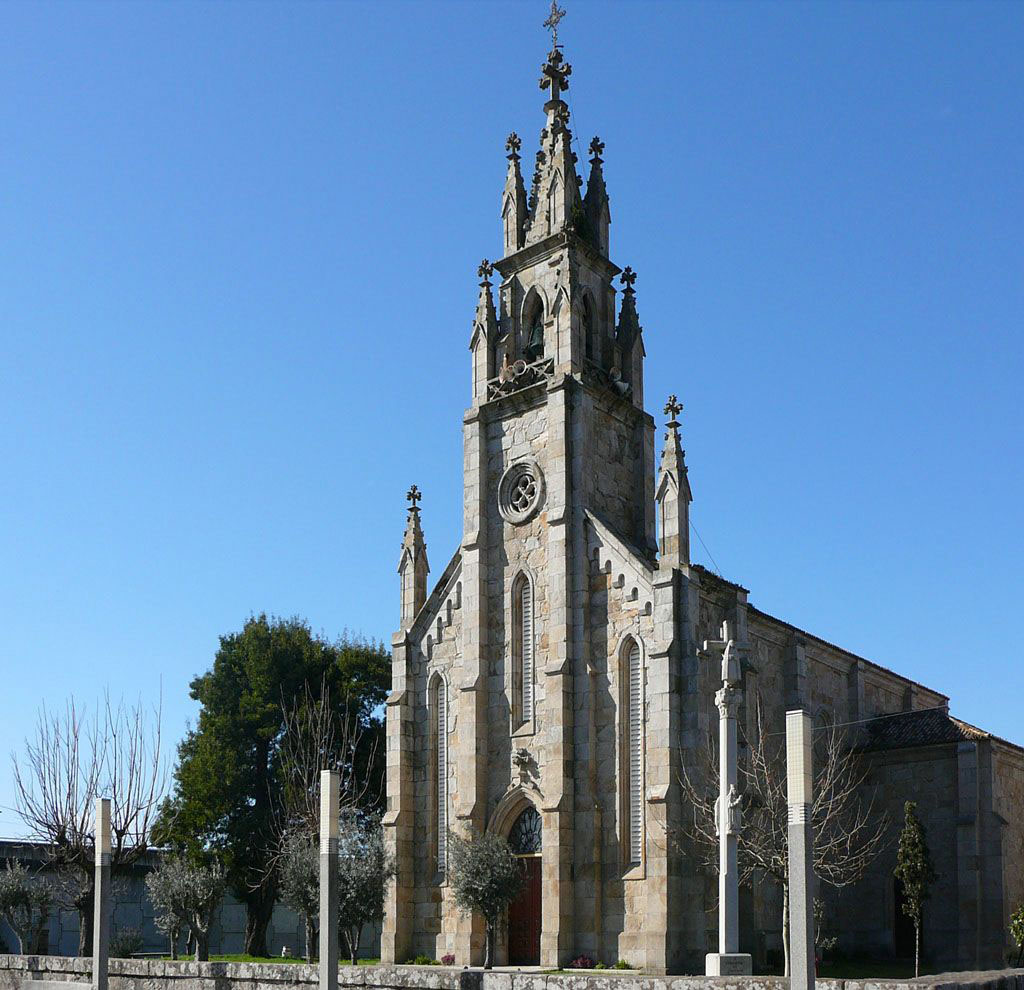
Église Notre-Dame des Placeres

## Voir également

### Autres articles
- Hôtel de ville de Pontevedra
- Hôtel Mendoza
- Palais de la Députation de Pontevedra
- Église Notre-Dame des Placeres
- Alameda de Pontevedra
- Parc des Palmiers